# Volta (álbum de Livre Arbítrio)
Volta é o quarto e último trabalho musical da banda brasileira de rock cristão Livre Arbítrio, lançado em 2005 de forma independente.

## Faixas
1. Mais Fácil
2. Novo Caminho
3. Se Eu Crer
4. Volta
5. Coração Igual ao Teu
6. Talvez
7. Sentimentos Perdidos
8. Portas e Saídas
9. Mais que Palavras
10. Terceiro Dia